# Deutsches Reich

Deutsches Reich von 1871 bis zur Niederlage im Ersten Weltkrieg und dem Ende des Kaiserreiches

Deutsches Reich 1920–1937

Deutsches Reich ist der Name des deutschen Nationalstaates zwischen 1871 und 1945. Anfangs nicht deckungsgleich, wurde der Name zugleich auch die staatsrechtliche Bezeichnung Deutschlands. Nach dem „Anschluss“ Österreichs im März 1938 kam die Bezeichnung „Großdeutsches Reich“ in amtlichen wie propagandistischen Gebrauch. Ein Führererlass Hitlers wies die Institutionen des Staates im Juni 1943 an, zukünftig diese Benennung zu verwenden.
Der Ausdruck Deutsches Reich wird gelegentlich auch gebraucht, um den deutschen Reichsteil des Heiligen Römischen Reiches (962–1806) zu bezeichnen: ein übernationales, letztlich überstaatliches Herrschaftsgebilde, das ab dem 15./16. Jahrhundert mit dem Zusatz „Deutscher Nation“ versehen worden war und in dem sich keine dauerhafte monarchische Zentralgewalt etablieren konnte, das aber von einem erwählten römisch-deutschen Kaiser repräsentiert wurde.
Im Jahr 1848 entstand während der Märzrevolution ein „Deutsches Reich“ als deutscher Bundesstaat. Dessen Reichsregierung und damit die provisorische Verfassung wurde vom Bundestag des Deutschen Bundes anerkannt. Im Frühjahr 1849 jedoch ließ der preußische König Friedrich Wilhelm IV. die Revolution niederschlagen, und die ausgearbeitete Verfassung konnte sich nicht durchsetzen.
Beim Deutschen Reich des 19. und 20. Jahrhunderts unterscheidet man allgemein mehrere Perioden: die Monarchie des Deutschen Kaiserreichs (1871–1918), die pluralistische, semipräsidentielle Demokratie der Weimarer Republik (1918/19–1933) und die Diktatur des NS-Staates in der Zeit des Nationalsozialismus (1933 bis 1945). In der folgenden Übergangsperiode des besetzten Deutschland bis 1949 kam die Bezeichnung bereits weitgehend außer Gebrauch. In der zunächst umstrittenen Frage, ob das Deutsche Reich nach 1945 fortbestanden habe, setzte sich ab Ende der 1940er Jahre und schließlich mit dem Urteil des Bundesverfassungsgerichts vom 31. Juli 1973 die These durch, dass das Deutsche Reich den Zusammenbruch von 1945 überdauert habe. Die Bundesrepublik sei nicht dessen „Rechtsnachfolger“, vielmehr als Staat mit dem Staat „Deutsches Reich“ identisch; hinsichtlich der räumlichen Ausdehnung war die Alt-Bundesrepublik Deutschland bis 1990 „teilidentisch“ (teilkongruent). Aus der Formel von der räumlichen Teilidentität folgte: „Die DDR gehört zu Deutschland“ (BVerfGE 36, 17), aber nicht zur Bundesrepublik.

## Reichsgründung 1871

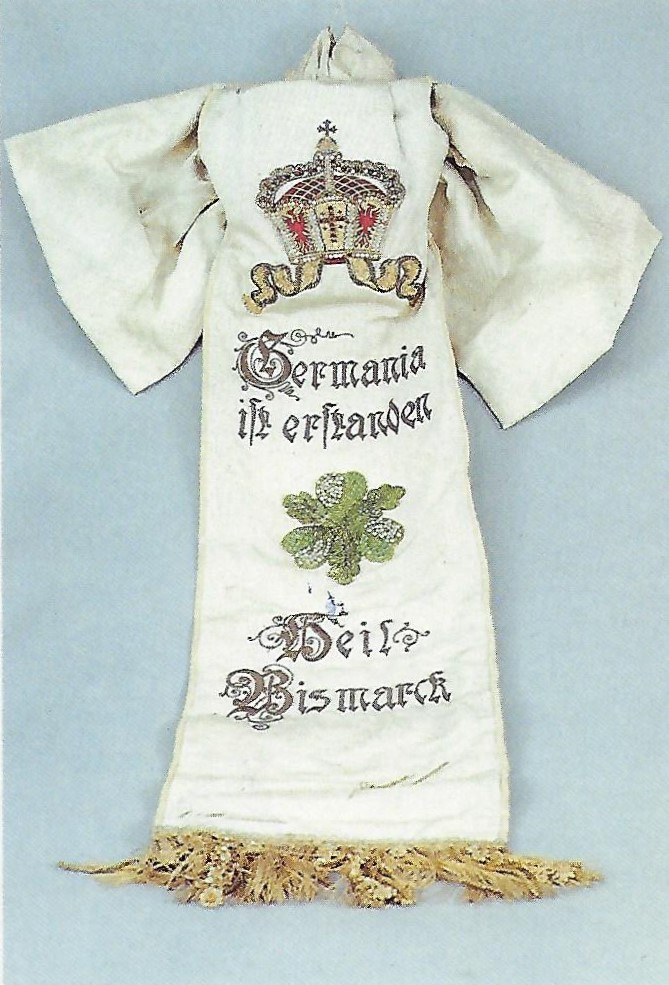
Vivatband für Bismarck

Das Deutsche Reich entstand formell zum 1. Januar 1871 durch das Inkrafttreten einer gemeinsamen Verfassung. Der Verfassungstext entsprach dem Text der Norddeutschen Bundesverfassung in der Fassung nach dem badisch-hessischen Vertrag. Nachdem die deutschen Südstaaten – Bayern, Württemberg, Baden und Hessen – mit den Novemberverträgen 1870 beschlossen hatten, durch ihren Beitritt zum Norddeutschen Bund einen Deutschen Bund zu gründen, war am 10. Dezember noch vereinbart worden, die Bezeichnung „Deutscher Bund“ durch „Deutsches Reich“ zu ersetzen und dem „Bundespräsidium“ den Titel „Deutscher Kaiser“ zu geben. Als Nationalstaat fasste das Reich alle Deutschen zusammen, ausgenommen Deutsch-Österreicher, Luxemburger und Liechtensteiner. Österreich hatte der Ausdehnung des Norddeutschen Bundes über die Mainlinie am 25. Dezember 1870 ausdrücklich zugestimmt und das Reich damit völkerrechtlich anerkannt.
Der Kaisertitel für den preußischen König und auch die Reichsgründung wurden als Angelegenheit der Fürsten inszeniert. So ist auch die Kaiserproklamation des preußischen Königs am 18. Januar 1871 im Spiegelsaal von Versailles zu verstehen. Dieses Datum wurde als Reichsgründungstag begangen, aber nicht zum gesetzlichen Feiertag erhoben, da am 18. Januar bereits an die Krönung Friedrichs I. zum preußischen König erinnert wurde. Die wichtigen Feiertage des deutschen Kaiserreichs waren vielmehr Kaisers Geburtstag und Sedantag. 18 Tage nach den ersten gesamtdeutschen Reichstagswahlen, die nach dem Reichswahlgesetz vom 31. Mai 1869 stattfanden, eröffnete Kaiser Wilhelm I. am 21. März 1871 den Deutschen Reichstag. Der Reichstag redigierte die unvollständig gebliebene „Verfassung des Deutschen Reiches“, deren Entwurf am 16. April 1871 vorlag, am 20. April verkündet wurde und am 4. Mai in Kraft trat.

## Verfassungsgeschichte

Die Bundesflagge des Norddeutschen Bundes wurde zur Reichsflagge

Der 1866 als Militärbündnis gegründete Norddeutsche Bund hatte zum 1. Juli 1867 ein Verfassungsgesetz erhalten. Diese Verfassung des Norddeutschen Bundes hatte ihn zu einem monarchischen Bundesstaat unter preußischer Führung geformt. Durch den Beitritt der süddeutschen Staaten entstand Ende 1870 im staats- und verfassungsrechtlichen Sinne kein neuer Staat, sondern es wurde lediglich eine Verfassung des Deutschen Bundes (Novemberverfassung vom 31. Dezember 1870) verabschiedet. Es wurden Sonderregeln für bestimmte Staaten (Reservatrechte, wie ein eigenes Heer für Bayern in Friedenszeiten) festgelegt. Hinzu kam die Entscheidung von Bundesrat und Reichstag im Dezember 1870, den Bund Deutsches Reich und das Bundespräsidium zusätzlich Deutscher Kaiser zu nennen. Die Verfassung vom 31. Dezember 1870 erklärte in Art. 80 eine große Anzahl norddeutscher Bundesgesetze für Gesetze des Deutschen Bundes.
Auf dieser (neuen) Verfassung beruhte die nachfolgende Verfassung des Deutschen Reichs vom 16. April 1871. Verändert waren vor allem einige Bezeichnungen, meist von Bund zu Reich. Es gab zudem keinen Art. 80 mehr, der die Bundesgesetze noch einmal erwähnt hätte. Formell war das Reich ein Fürstenbund, weshalb der Bundesrat, die Vertretung der Gliedstaaten, sein höchstes Staatsorgan darstellte. Tatsächlich lagen die wesentlichen Machtbefugnisse beim Präsidium des Bundes, das der König von Preußen unter dem Titel ‚Deutscher Kaiser‘ innehatte. Der Kaiser setzte den Reichskanzler ein, der den Vorsitz im Bundesrat führte, seine Geschäfte leitete und einziger verantwortlicher Reichsminister war. Diese Verfassung galt dann fast fünfzig Jahre lang ohne wesentliche Änderungen. Dass der Kaiser im August 1914 seine Befugnis zur Erteilung von Befehlen an die obersten Kommandobehörden des Feldheeres auf den Generalstab übertrug, führte zu einer zentralistischen Bürokratie zu Lasten der Reichsleitung und der Bundesstaaten, die einer Militärregierung gleichkam. Erst mit der Oktoberreform 1918 erhielt der Reichstag das Recht zur Abwahl des Reichskanzlers und die Zuständigkeit für Akte der kaiserlichen Befehls- und Kommandogewalt von politischer Bedeutung.
Am 9. November 1918 übergab der letzte kaiserliche Reichskanzler, Max von Baden, die Kanzlerschaft dem SPD-Vorsitzenden Friedrich Ebert. Dies war nicht verfassungsgemäß, aber Ebert galt als Garant für eine friedliche Entwicklung bis zur Neuordnung des Staates. Am 10. November 1918 trat eine revolutionäre Regierung unter der Bezeichnung Rat der Volksbeauftragten an, mit Ebert und dem USPD-Politiker Hugo Haase als Vorsitzendem. Das am 10. Februar 1919 erlassene Gesetz über die vorläufige Reichsgewalt regelte die wichtigsten künftigen Verfassungsorgane und beschrieb ihre Zuständigkeiten in der Übergangsphase vom Deutschen Kaiserreich zur Weimarer Republik.

Politisches System der Weimarer Republik

Die am 14. August 1919 verkündete Weimarer Verfassung löste dann das Gesetz über die vorläufige Reichsgewalt ab. Mit ihr wurde das Deutsche Reich zu einer föderativen Republik mit einem gemischt präsidialen und parlamentarischen Regierungssystem. Das Deutsche Reich hatte nach der Weimarer Verfassung als Staatsorgane den Reichstag, den Reichspräsidenten, die Reichsregierung, den Reichsrat und den Staatsgerichtshof. Das Amt des Reichspräsidenten war mit weitreichenden Kompetenzen ausgestattet. Er war in seiner Position mit dem starken Staatsoberhaupt der konstitutionellen Monarchie vergleichbar („Ersatzkaiser“). Der Reichspräsident ernannte und entließ die Mitglieder der Reichsregierung, repräsentierte das Volk, ernannte (auf Vorschlag des Reichsrates) Richter und hatte den Oberbefehl über die Reichswehr. Besonders die Artikel 25 (Auflösung des Reichstags) und 48 (Recht, bei Gefährdung der Ordnung Grundrechte außer Kraft zu setzen) zeigten sehr deutlich seine starke Machtposition.
Die Weimarer Verfassung galt auch nach der Machtergreifung der NSDAP am 30. Januar 1933 formell fort. Sie wurde jedoch bald durch verfassungsdurchbrechende Gesetze und Verordnungen weitgehend außer Kraft gesetzt, zunächst durch die Verordnung des Reichspräsidenten zum Schutz von Volk und Staat, besser bekannt als „Reichstagsbrandverordnung“ vom 28. Februar 1933. Faktisch bedeutungslos machte die Verfassung das von der Reichsregierung Hitler am 1. August 1934 erlassene Gesetz über das Staatsoberhaupt des Deutschen Reiches, dessen § 1 „das Amt des Reichspräsidenten […] mit dem des Reichskanzlers“ vereinigte und festhielt, dass mit dem Ableben Paul von Hindenburgs alle „bisherigen Befugnisse des Reichspräsidenten auf den Führer und Reichskanzler Adolf Hitler“ übergegangen seien. Den Übergang der verfassungsgebenden Gewalt auf die Reichsregierung (und damit die Beseitigung dessen Vorbehaltes, dass Reichsrat und Reichstag unangetastet bleiben) regelte dann Artikel 4 des Gesetzes über den Neuaufbau des Reichs vom 30. Januar 1934.
Auch nach der bedingungslosen Kapitulation der deutschen Streitkräfte am 7. und 8. Mai 1945 und der Übernahme der obersten Regierungsgewalt in Deutschland durch den Alliierten Kontrollrat am 5. Juni 1945 blieb die Weimarer Verfassung zwar formal bestehen, war aber weiterhin außer Funktion.

## Geschichte

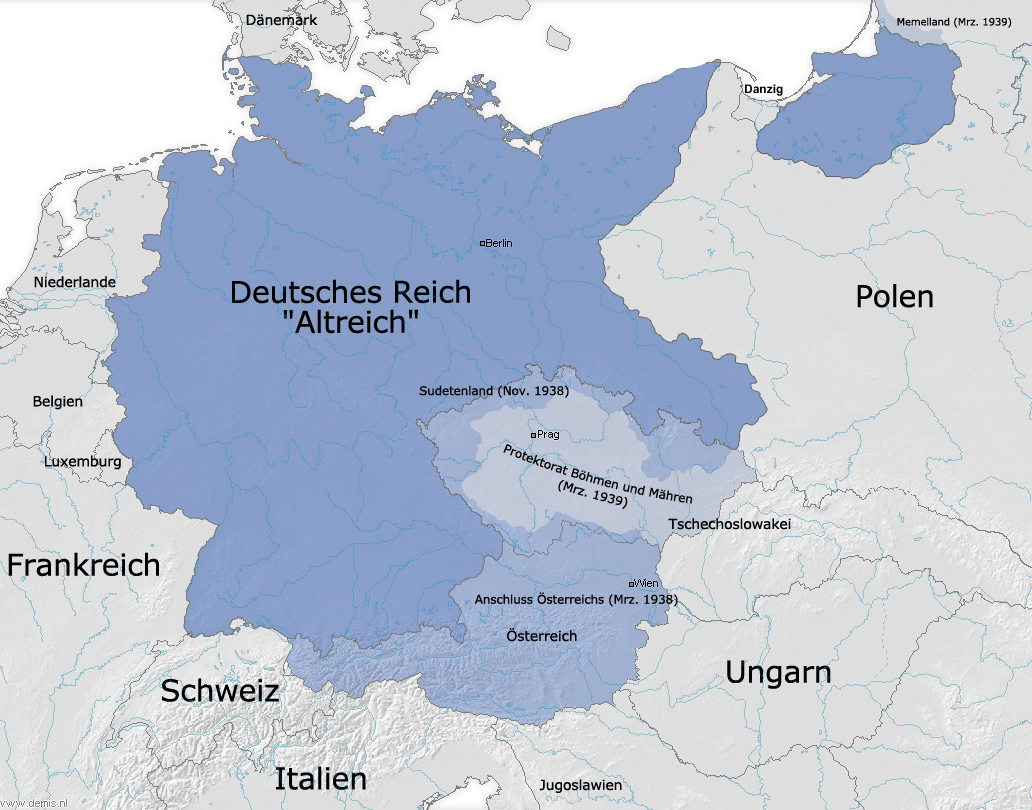
Das Münchner Abkommen 1938 stellt den letzten mit anderen Mächten (nicht aber der betroffenen Tschechoslowakei) vertraglich vereinbarten Gebietsstand des Deutschen Reiches dar. Die „Zerschlagung der Rest-Tschechei“ 1939 und deren faktische Annexion als Protektorat Böhmen und Mähren war ein völkerrechtswidriger Akt, der wegen der Beschwichtigungspolitik der Westmächte geduldet wurde.

Die Geschichte des Deutschen Reiches gliedert sich in drei beziehungsweise, wenn man die Besatzungszeit mitrechnet, konkret vier Abschnitte:
1. 1871–1918 Deutsches Kaiserreich unter der Bismarckschen Reichsverfassung
1871–1890 Zeit des Reichskanzlers Otto von Bismarck
1890–1918 Wilhelminische Epoche und Erster Weltkrieg
2. 1919–1933 Weimarer Republik unter der Weimarer Reichsverfassung
3. 1933–1945 Zeit des Nationalsozialismus mit dem NS-Staat als Herrschaftssystem; propagandistische Eigenbezeichnung bis 1939: „Drittes Reich“; offizielle Staatsbezeichnung ab 1943: „Großdeutsches Reich“[16]
4. 1945–1949 von den Hauptsiegermächten des Zweiten Weltkrieges in Besatzungszonen aufgeteilt, fortan als „Deutschland als Ganzes“ (“Germany as a whole”) bezeichnet[17] und dem Alliierten Kontrollrat, der höchsten Regierungsgewalt, im Ganzen und den Militärgouverneuren in den einzelnen Zonen als Treuhänderschaft unterstellt (→ Nachkriegsdeutschland, Deutschland 1945 bis 1949).

Als im Jahre 1868 die spanische Königin Isabella II. gestürzt wurde, bot der Erbprinz Leopold des katholischen Fürstenhauses Hohenzollern-Sigmaringen auf Veranlassung Bismarcks in der spanischen Thronfolgefrage seine Dienste als zukünftiger König an. Wegen der heftigen Reaktion in Frankreich zog er die Kandidatur sogleich zurück. Dennoch eskalierte der diplomatische Konflikt zu einer nationalen Frage, da beide Seiten keinen Ansehensverlust ertragen wollten oder konnten. Frankreich fühlte sich in seinem Prestige oder sogar in seiner Sicherheit bedroht und versuchte, die Königswahl militärisch zu unterbinden. Durch die Emser Depesche fühlte sich Frankreich herausgefordert und erklärte Preußen im Juli 1870 den Krieg. Der Deutsch-Französische Krieg verlief für die deutschen Armeen erfolgreich, sie besetzten im Januar 1871 die französische Hauptstadt Paris. Bismarck nutzte den Krieg, um sein Ziel, die Einigung der deutschen Staaten, durch einen gemeinsamen Feind durchzusetzen.
Ab 1884 erwarb das Deutsche Reich mehrere Kolonien in Afrika, China und Ozeanien, die als „Schutzgebiete“ bezeichnet wurden. Die Frage nach deren staatsrechtlicher Zugehörigkeit konnte nicht widerspruchsfrei beantwortet werden: Die deutschen Kolonien galten nicht als Teile des Reiches, ihren nicht-europäischstämmigen Bewohnern wurde die deutsche Staatsangehörigkeit verwehrt; selbst Kinder aus Mischehen wurde sie häufig verwehrt. Dennoch waren die sogenannten Eingeborenen der deutschen Staatsgewalt unterworfen. Die herrschende Meinung ging dahin, dass die deutschen Kolonien für alle Drittstaaten Ausland waren, auf das sie keine Herrschaftsansprüche richten konnten. Für das Reich waren sie aber nicht Inland, sondern „Objekte der Reichsherrschaft“.
Nach der militärischen Niederlage des Deutschen Reichs im Zweiten Weltkrieg wurde Deutschland 1945 unter Besatzung durch britische, französische, amerikanische und sowjetische Truppen gestellt. Die Gebiete östlich von Oder und Neiße und die westlich dieser Linie gelegenen Städte Swinemünde (entsprechend den Bestimmungen des Potsdamer Abkommens) und Stettin mit einem Teil seines Hinterlandes (insgesamt etwa ein Viertel der Fläche von 1937) wurden faktisch vom Reich abgetrennt und, laut Potsdamer Abkommen, „vorläufig“ unter polnische bzw. sowjetische Verwaltung gestellt – letztendlich aber de facto annektiert. Die in den Ostgebieten ansässige deutsche Bevölkerung wurde, soweit sie nicht bereits im Zuge des Kriegsgeschehens in Richtung Westen geflüchtet war, in den folgenden Jahren weitestgehend und völkerrechtswidrig vertrieben.
Mit der Wiederherstellung der Republik Österreich ab 27. April 1945 (Unabhängigkeitserklärung) – bis 1955 unter den vier Besatzungsmächten, dann als souveräner Staat –, der Gründung der Bundesrepublik Deutschland und der Deutschen Demokratischen Republik 1949 hörte das Deutsche Reich zwar unter historischen Gesichtspunkten faktisch (infolge völliger kriegerischer Niederkämpfung und militärischer Besetzung), aber keineswegs de jure auf zu existieren: Die Weimarer Verfassung wurde auch nach der deutschen Kapitulation im Mai 1945, die als militärischer Akt die rechtliche Substanz der deutschen Staatsgewalt nicht entscheidend treffen konnte, und der Übernahme der Hoheitsgewalt über Deutschland durch die vier Besatzungsmächte nicht offiziell aufgehoben und das Deutsche Reich nicht aufgelöst. Die sich aus dieser De-jure-Fortexistenz ergebenden Folgen sind im Abschnitt Völkerrechtliche und staatsrechtliche Fragen nach 1945 erläutert.

## Entstehung des Begriffs
Die Verwendung des Begriffs Deutsches Reich knüpfte an das Heilige Römische Reich an. Dieses hatte sich 1806 unter dem erheblichen Druck Napoleons und gemäß dem Wunsch der Rheinbundstaaten, ihre volle Souveränität zu erlangen, aufgelöst. Der Habsburger Kaiser Franz II., der sich 1804 nach Napoleons Vorbild zum Kaiser von Österreich proklamiert hatte, legte nach dessen Ultimatum den Titel des Römischen Kaisers nieder und entließ alle Reichsbeamten und -organe aus ihren Verpflichtungen gegenüber Teutschland beziehungsweise dem „deutschen Reich“. Mit dem Akt der Niederlegung der Reichskrone endete das Heilige Römische Reich.
Die spätere Epoche des wilhelminischen Kaiserreiches wurde im Nachhinein als Zweites Reich bezeichnet. Diese Wortwahl deutete eine Nachfolgerschaft zum „ersten deutschen Reich“ an, ohne sie explizit auszusprechen. Der Begriff „Zweites Reich“ wurde 1923 von Arthur Moeller van den Bruck geprägt; in seinem Buch Das dritte Reich nannte er das römisch-deutsche Reich ein „Erstes Reich“ und das deutsche Kaiserreich von 1871 bis 1918 das „Zweite Reich“. Er erwartete, dass diesem ein „Drittes Reich“ folgen würde. Van den Bruck verstarb 1925, erlebte es also nicht.
Die Vorstellung eines Dritten Reiches wurde rasch in die Propaganda der NSDAP übernommen, die damit ihre Ablehnung der Weimarer Republik ausdrückte (→ „Drittes Reich“ im Nationalsozialismus). Allerdings sah der Nationalsozialismus bald wieder vom Begriff „Drittes Reich“ ab. „Reich“ hingegen blieb in Verwendung, überspannt und pseudoreligiös, dadurch wurde der Begriff im Laufe der Nachkriegszeit vermehrt mit dem Nationalsozialismus selbst in Verbindung gebracht.
Im angelsächsischen Raum spricht man noch heute von the Third Reich oder the German Reich. Das englische Wort Empire wird bei einer Republik als ungeeignet empfunden. Darum vermeidet man den Ausdruck German Empire für die Zeit nach 1918, obwohl die Weimarer Verfassung in Art. 1 Abs. 1 ausdrücklich verfügt: „Das Deutsche Reich ist eine Republik“.

## Begriff nach 1945
Auch in den ersten Jahren nach 1945 war Deutsches Reich und Reich eine verbreitete Bezeichnung für den wiederherzustellenden beziehungsweise neu zu organisierenden Staat. Das Subjekt des Staats- und Völkerrechts selbst blieb unangetastet; als solches wurde Deutschland bis 1948 durch den Kontrollrat vertreten, während die höchste Regierungsgewalt in der jeweiligen Besatzungszone von den Oberbefehlshabern der alliierten Streitkräfte und für Berlin von der Alliierten Kommandantur ausgeübt wurde. Die Alliierten selbst sprachen vor und während der Besetzung Deutschlands in ihren Erklärungen nie vom Deutschen Reich, sondern nur von Deutschland oder Nazi-Deutschland.
In vielen Entwürfen für eine neue Verfassung der Jahre 1946/1947, beispielsweise der CDU, FDP und DP bzw. deren Politikern, findet sich der Ausdruck „Deutsches Reich“ wieder. Auch die unter alliierter Herrschaft ausgegebenen Pfennigmünzen der Jahrgänge 1945 bis 1948 trugen weiterhin die Bezeichnungen Reichspfennig und Deutsches Reich. In den Beratungen des Parlamentarischen Rates über das Grundgesetz für die Bundesrepublik Deutschland, den in den westlichen Besatzungszonen geplanten deutschen Teilstaat, wurde im Oktober 1948 darüber diskutiert, ob dieser die Bezeichnung Deutsches Reich weiterführen sollte. Man entschied sich aus „Gründe[n] psychologischer Art“ dagegen: Das Reich habe „bei den Völkern um uns herum einen aggressiven Akzent“ und werde „als ein Anspruch auf Beherrschung“ verstanden, so Carlo Schmid während der Beratung; Theodor Heuss sprach von einem „aggressiven Ton“, den das Wort bekommen habe. Schmid führte im Mai 1949 aus: „So ehrwürdig auch die Tradition des Namens ‚Deutsches Reich‘ ist – die Erinnerung an die Untaten, die während der nationalsozialistischen Zwingherrschaft in diesem Namen begangen worden sind, ist noch zu frisch“.

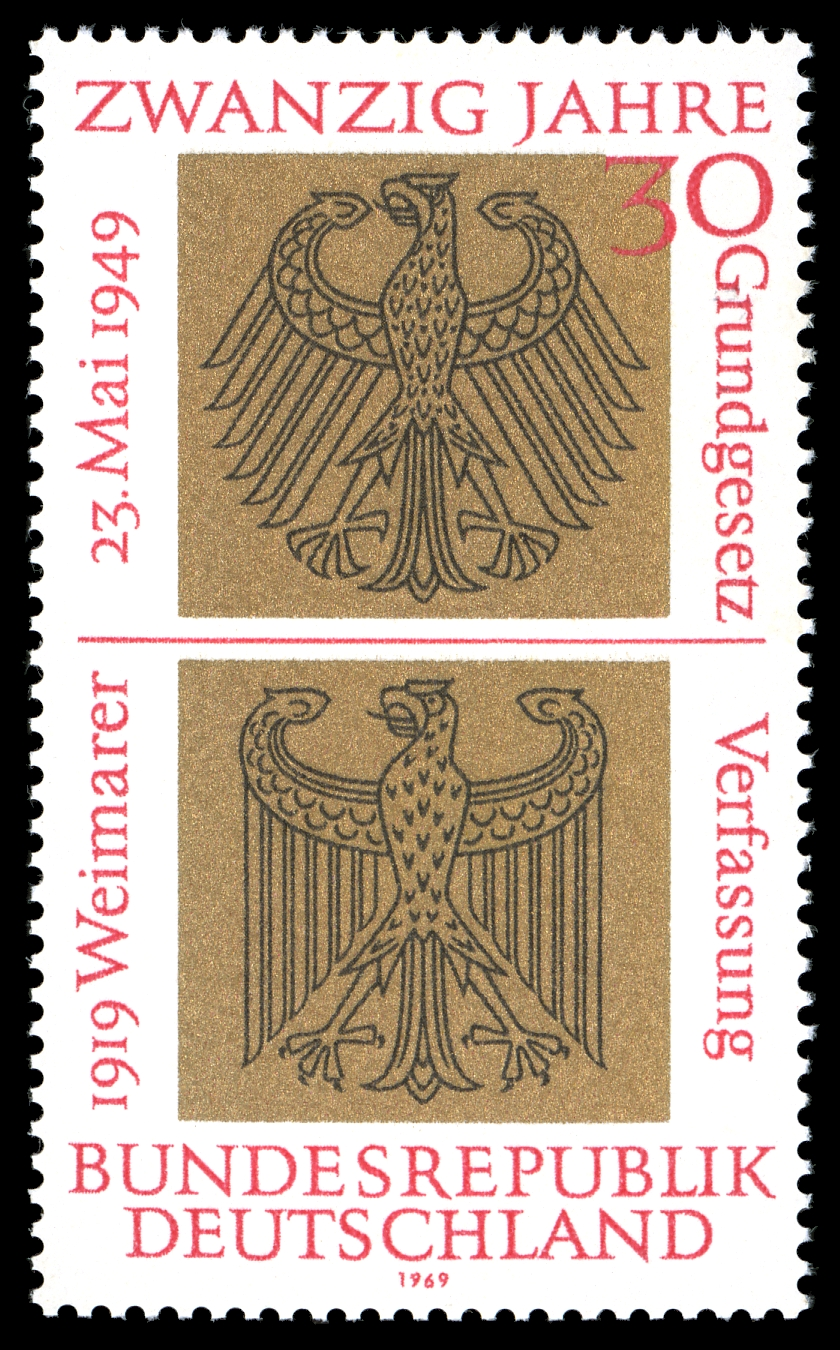
Bundes- und Reichsadler auf einer deutschen Briefmarke, 1969

## Völkerrechtliche und staatsrechtliche Fragen nach 1945
Die bedingungslose Kapitulation der Wehrmacht und die anschließenden Gründungen von Bundesrepublik und DDR warfen die Frage auf, ob der deutsche Staat überhaupt noch existierte. Diese Frage war keineswegs nur akademisch, da bei einem Fortbestand des Deutschen Reichs von einer Okkupation auszugehen war, was bedeutete, dass die Besatzungsmächte in ihrem Handeln den Beschränkungen unterworfen waren, die die Haager Landkriegsordnung für den Fall einer Besetzung feindlichen Territoriums vorsah. Existierte das Reich nicht mehr, waren sie gegenüber den Deutschen dieser Bindungen ledig.
Der österreichisch-amerikanische Rechtswissenschaftler Hans Kelsen vertrat bereits 1944 und 1945 die These, das Deutsche Reich sei durch Debellatio untergegangen. Mit der Übernahme der Regierungsgewalt („supreme authority“) in der Berliner Erklärung vom 5. Juni 1945 gebe es keine deutsche Staatsgewalt mehr, die eines der drei konstitutiven Elemente eines Staates sei. Annahmen, der deutsche Staat existiere gleichwohl fort, seien nur Rechtsfiktionen. In dem Diskussionsprozess, der sich ab 1945 in Deutschland entspann, herrschte dagegen bald das Kontinuitätstheorem vor, das den Deutschen einen besseren Rechtsschutz zu gewährleisten schien. Kurz nach Bekanntwerden von Kelsens Argumentation in Deutschland widersprach etwa der deutsch-österreichische Rechtswissenschaftler Rudolf Laun 1947 in der Zeit: Jedes Volk habe das Recht auf völkerrechtliche Vertretung, mithin auch auf Staatsorgane, die diese Vertretung wahrnehmen könnten. Laun organisierte eine Tagung an der Universität Hamburg, auf der der Fortbestand des Deutschen Reiches argumentativ unterfüttert wurde. Auch in viel beachteten rechtswissenschaftlichen Veröffentlichungen von Erich Kaufmann, Wilhelm Grewe und Rolf Stödter aus dem Jahr 1948 wurde die Fortbestandsthese vertreten. Der weitere deutsche völkerrechtliche Diskurs fand in Gutachten der Verwaltungsbürokratie der Länder statt sowie in den rechtswissenschaftlichen Fachzeitschriften, die ab Frühjahr 1946 wieder zu erscheinen begannen. Eine große Rolle spielte das Deutsche Büro für Friedensfragen, eine Behörde mehrerer deutscher Länder, in der, wie der Rechtshistoriker Bernhard Diestelkamp formuliert, Rechtswissenschaftler von der Politik „in den Dienst der nationalen Sache gestellt“ wurden. Die Abhängigkeit politischer Nützlichkeitserwägungen bei der Beantwortung völkerrechtlicher Fragen zeigt sich deutlich auch beim späteren Bundesaußenminister Heinrich von Brentano (CDU). Dieser vertrat bei einer Sitzung des Ellwanger Kreises am 22. November 1947 die Ansicht, wenn man die Dinge „real, wie sie nun einmal sind“, betrachte, könne man „staatsrechtlich erhebliche Zweifel“ am Fortbestand des Deutschen Reiches nach 1945 haben. „Doch schon aus politischen Gründen glaube ich, dass wir diese Frage unbedingt bejahen müssen.“
Es gab aber auch Gegenstimmen. Der SPD-Vorsitzende Kurt Schumacher erklärte auf einer Sitzung des Parteivorstands am 22. August 1946, das Deutsche Reich bestehe nicht mehr, „denn die Reichsgewalt geht zur Zeit nicht von einem Reichsvolk aus.“ Auch in der CSU hing man noch der Untergangsthese an: Die führenden bayerischen Politiker vertraten nachdrücklich die These, das Deutsche Reich sei untergegangen, die ihren föderalistischen Überzeugungen entgegenkam. Beim Verfassungskonvent auf Herrenchiemsee, wo im August 1948 fünfzehn Sachverständige im Auftrag der damals elf westdeutschen Länder einen Verfassungsentwurf für einen zu schaffenden westdeutschen Staat erarbeiteten, argumentierte der Leiter der Bayerischen Staatskanzlei Anton Pfeiffer, das Reich habe in einer debellatio mit der Kapitulation vom 8. Mai aufgehört zu existieren. Daher müsse sich der neue Staat als Bundesstaat der bereits gegründeten Länder, als „Bund Deutscher Länder“ konstituieren, ohne seine Souveränität aus der Vergangenheit herzuleiten. In dieser Rechtsmeinung wurde er von dem Münchner Völkerrechtler Hans Nawiasky unterstützt, der Mitglied seiner Delegation war. Gegen diese Position argumentierte vor allem Hermann Brill (SPD), der Leiter der Hessischen Staatskanzlei. Wie die Mehrheit der übrigen Teilnehmer sah auch er die konstituierende Gewalt nicht in den Ländern, sondern im weiterexistierenden Staatsvolk, dem nach dem Selbstbestimmungsrecht der Völker das Recht zustehe, in den Teilen des Staatsgebietes, wo eine freie Äußerung seines Willens möglich sei, Inhalte und Formen seiner politischen Existenz zu gestalten. Dieses Recht sei durch die Kapitulation nicht aufgehoben, sondern nur zeitweise „suspendiert“ gewesen. Diese Haltung setzte sich im Ergebnis nicht nur in der Völkerrechtsdebatte, sondern auch im Parlamentarischen Rat durch, der von September 1948 bis Mai 1949 das Grundgesetz für die Bundesrepublik Deutschland erarbeitete. Der Grundsatzausschuss betonte „die Kontinuität des neuen Bundesstaates im Verhältnis […] zum Deutschen Reich sowohl hinsichtlich der Staatsgewalt als auch hinsichtlich des Gebietes“. Diese werde in der Argumentation des Staatsrechtlers und SPD-Vertreters Carlo Schmid treuhänderisch durch den Alliierten Kontrollrat und durch die deutschen Länder und Kommunen wahrgenommen. Schmid trug entscheidend dazu bei, dass die These vom Fortbestand des Deutschen Reichs Eingang in die Präambel des Grundgesetzes fand und so von einer juristischen These zu einem Verfassungsgrundsatz wurde.
Die Siegermächte selbst nahmen zu dieser Kontroverse offiziell zwar nicht Stellung und beschränkten sich auf die symbolische Aufhebung weniger zentraler NS-Gesetze und entsprechender Verordnungen. Viele der nach 1933 verabschiedeten Gesetze blieben daher von einer Revision verschont, für sie wurden generalklauselartige Anwendungs- und Auslegungsprinzipien festgelegt. Die alliierten Befehle verboten die Anwendung und Auslegung des fortbestehenden deutschen Rechts nach den nationalsozialistischen Wertungen.
Aber vor allem mit der Staatenpraxis der Siegermächte nach dem Zusammenbruch des Deutschen Reiches lässt sich nach Ansicht des Staatsrechtslehrers Dieter Blumenwitz der Fortbestand des Deutschen Reiches unter der Bezeichnung ‚Deutschland als Ganzes‘ („Germany as a whole“) belegen. Ihnen sei es 1945 nicht zuletzt politisch auch darum gegangen, „endgültige Entscheidungen aufzuschieben, sich einen Schuldner für alle Kriegsforderungen zu erhalten und sich in allen Status- und Sicherheitsfragen in Mitteleuropa ein Mitspracherecht zu sichern“. Ebenso folgert die Politikwissenschaftlerin Margit Roth aus der Tatsache, dass keine Annexion stattfand und das Potsdamer Abkommen von Deutschland als Ganzem ausging, sie seien von einem Fortbestand des Deutschen Reiches ausgegangen. Bernhard Diestelkamp und Manfred Görtemaker argumentieren dagegen, Frankreich habe den Standpunkt vertreten, das Deutsche Reich sei untergegangen. Nach Joachim Rückert und Thomas Olechowski kam es den USA, Großbritannien und der Sowjetunion darauf an, bei ihrem Handeln möglichst freie Hand zu haben. Daher seien sie daran interessiert gewesen, ihre Rechte stärker auszudehnen, als dies bei einer Okkupation völkerrechtlich üblich war. Andererseits aber hätten sie ihre Pflichten gegenüber der deutschen Bevölkerung gering halten wollen und die Frage des Fortbestands daher in der Schwebe gelassen. Seit 1946 erklärten ihre Militärregierungen, es handle sich um eine occupatio sui generis, auf die die Beschränkungen des Kriegsvölkerrechts keine Anwendung fänden. Nach Gründung der Bundesrepublik legten die Westmächte auf einer Tagung der Außenminister fest, welchen völkerrechtlichen Status die Bundesrepublik besäße. In einem Kommuniqué, das am 19. September 1950 in New York City bekannt gegeben worden war, anerkannten die Außenminister „die Regierung der Bundesrepublik Deutschland als die einzige frei und gesetzlich konstituierte deutsche Regierung“, die daher befugt sei, „in internationalen Angelegenheiten als Vertreter des deutschen Volkes für Deutschland zu sprechen.“ In einer 30 Jahre lang geheimgehaltenen Mitteilung an die Bundesregierung, die eine „Formel zur Definition des rechtlichen Status der Bundesrepublik“ und ein Interpretativprotokoll („Interpretative Minute“) mit dem Datum desselben Tages enthielt, bestätigten die Außenminister einerseits, dass die Bundesregierung die einzige sei, die „legitimiert ist, für das frühere deutsche Reich zu sprechen“. Im Interpretationsprotokoll behielten sie den Besatzungsmächten die „oberste Gewalt“ vor und sprachen von dem „Fortbestehen des deutschen Staates“. Die „Herrschaftsgewalt“ der Bundesregierung sei auf das „Bundesgebiet“ beschränkt. Die Westmächte gingen in dieser Erklärung vom Weiterbestehen des deutschen Staates aus. Dabei unterschieden sie zwischen dem Gesamtstaat (Deutsches Reich) und der Bundesrepublik. Die Außenminister gestanden der Bundesrepublik mit Einschränkungen „das Recht zu, das deutsche Volk auf internationaler Ebene zu vertreten und Rechte und Pflichten des Reiches zu übernehmen“ – Letzteres nur in dem Umfang, „wie die Bundesorgane de facto Rechte ausüben und Pflichten nachkommen konnten“. Die drei Mächte hatten „wohl bis zur Wiedervereinigung“ eine andere Auffassung von der Rechtslage Deutschlands als die Bundesregierung. Obwohl Einigkeit über das „Fortleben des deutschen Reiches als Staat und Völkerrechtssubjekt“ bestand, teilten die drei Mächte nicht die deutsche These von „der rechtlichen Identität zwischen Bundesrepublik und Reich“. Jochen Abraham Frowein weist dagegen auf die beschränkte Bedeutung der Erklärung hin: Zum einen gehe aus ihrem Text gerade nicht hervor, dass die Bundesregierung damit berechtigt gewesen wäre, als Vertreterin für das Deutsche Reich völkerrechtlich aufzutreten. Es sei vielmehr lediglich um ein Mitspracherecht gegangen. Zudem übermittelten die Siegermächte gleichzeitig ein Auslegungsprotokoll, das nicht veröffentlicht wurde. Darin hieß es, dass die Bundesregierung nicht als de jure-Regierung Gesamtdeutschlands anerkannt werde, auch wenn die Fortbestandsthese bekräftigt wurde. Die Anerkennung der Bundesrepublik gelte aber nur vorläufig bis zu einer Wiedervereinigung Deutschlands.
Die Diskussion wurde gleichwohl fortgesetzt. Die immer deutlicher dominierenden Anhänger der Fortbestandsthese argumentierten, dass die Siegermächte in der Berliner Erklärung explizit erklärten, Deutschland nicht annektieren zu wollen, das Deutsche Reich sei mithin nicht aufgelöst worden. Die Masse der deutschen Gesetze nach 1945 blieb in Kraft, neu ernannte Beamte wurden als deutsche, nicht als alliierte Beamte eingesetzt. Eine Annexion deutschen Staatsgebietes fand ausdrücklich nicht statt. Das Land Preußen wurde aufgelöst, die Republik Österreich „wiederhergestellt“ in ihren Grenzen vor dem „Anschluss“ 1938; die historischen deutschen Länder blieben, wurden nur teils mit veränderten Grenzen neugegründet. Die Bundesrepublik ist demnach als Völkerrechtssubjekt identisch mit dem Deutschen Reich, das als Gesamtstaat in Ermangelung staatlicher Organe nach 1945 nicht mehr handlungsfähig war. Dieser Auffassung entsprach, dass die Bundesrepublik alle Verträge und sonstige Rechte und Pflichten des Deutschen Reichs übernahm, insbesondere die, welche die Wiedergutmachung betrafen. Am 7. April 1954 erklärte Bundeskanzler Konrad Adenauer in einer Regierungserklärung, „daß es nur einen deutschen Staat gibt, gegeben hat und geben wird und daß es einzig und allein die Organe der Bundesrepublik Deutschland sind, die heute diesen niemals untergegangenen deutschen Staat vertreten“.
Bis etwa 1969 vertrat die Bundesrepublik Deutschland die Auffassung, nur einer der beiden deutschen Staaten, nämlich sie selbst, repräsentiere den Gesamtstaat Deutsches Reich, nehme in treuhänderischer Weise seine Rechte und Aufgaben wahr und sei in rechtlicher Hinsicht mit diesem identisch. Mit dem Hinweis darauf, dass den Deutschen in der DDR freie Wahlen verwehrt waren und ihnen das Selbstbestimmungsrecht fehlte, erhoben die Regierungen der Bundesrepublik in den ersten zwei Jahrzehnten einen Alleinvertretungsanspruch auch für die Bürger der DDR. Die DDR galt als bloßes De-facto-Regime, als von einem Fremdstaat besetztes Territorium oder als ein neuer Staat, der durch Sezession entstanden sei. Nach dieser Schrumpfstaats- oder Kernstaatstheorie war das deutsche Staatsgebiet auf das Gebiet der Bundesrepublik eingeschrumpft worden. Die sozialliberale Koalition unter Bundeskanzler Willy Brandt wich nur insofern von der bis dahin vertretenen Rechtsauffassung ab, als sie keine Identität zwischen der Bundesrepublik und dem fortbestehenden Deutschen Reich annahm. Dies entsprach auch der Ansicht der Westalliierten.
Auch nach Gründung der Bundesrepublik erhoben sich noch lange juristische Stimmen gegen die These vom Fortbestand des Deutschen Reiches: Bei einer Tagung 1954 vertraten die prominenten Staatsrechtler Wolfgang Abendroth, Willibalt Apelt und Hans Nawiasky in einer Mindermeinung die Untergangstheorie. Noch 1977 verfocht der deutsche Staatsrechtler Helmut Ridder in scharfer Form die Debellationsthese. In den 1970er Jahren wurde auch die Dismembrationsthese vertreten, wonach das Deutsche Reich 1949 oder bei Inkrafttreten des Grundlagenvertrages mit der DDR in seine beiden Nachfolgestaaten zerfallen sei. Diese These ist aber schwer mit der Berliner Erklärung oder dem Potsdamer Abkommen von 1945 zu vereinbaren, wo von Deutschland in den Grenzen vom 31. Dezember 1937 die Rede ist.
Die Fortbestandstheorie wurde durch das Urteil des Bundesverfassungsgerichts zum Grundlagenvertrag mit der DDR vom 31. Juli 1973 zur höchstrichterlichen Rechtsprechung in der Bundesrepublik. Die Bayerische Staatsregierung hatte ein Normenkontrollverfahren angestrengt, da ihr der Vertrag gegen das Wiedervereinigungsgebot des Grundgesetzes zu verstoßen schien. Die Klage wurde abschlägig beschieden. In der Begründung stellte das Verfassungsgericht fest:
„Das Grundgesetz – nicht nur eine These der Völkerrechtslehre und der Staatsrechtslehre! – geht davon aus, daß das Deutsche Reich den Zusammenbruch 1945 überdauert hat und weder mit der Kapitulation noch durch Ausübung fremder Staatsgewalt in Deutschland durch die alliierten Okkupationsmächte noch später untergegangen ist; das ergibt sich aus der Präambel, aus Art. 16, Art. 23, Art. 116 und Art. 146 GG. Das entspricht auch der ständigen Rechtsprechung des Bundesverfassungsgerichts, an der der Senat festhält.
Das Deutsche Reich existiert fort (BVerfGE 2, 266 [277]; 3, 288 [319 f.]; 5, 85 [126]; 6, 309 [336, 363]), besitzt nach wie vor Rechtsfähigkeit, ist allerdings als Gesamtstaat mangels Organisation, insbesondere mangels institutionalisierter Organe selbst nicht handlungsfähig. Im Grundgesetz ist auch die Auffassung vom gesamtdeutschen Staatsvolk und von der gesamtdeutschen Staatsgewalt ‚verankert‘ (BVerfGE 2, 266 [277]). Verantwortung für ‚Deutschland als Ganzes‘ tragen – auch – die vier Mächte (BVerfGE 1, 351 [362 f., 367]).
Mit der Errichtung der Bundesrepublik Deutschland wurde nicht ein neuer westdeutscher Staat gegründet, sondern ein Teil Deutschlands neu organisiert […]. Die Bundesrepublik Deutschland ist also nicht ‚Rechtsnachfolger‘ des Deutschen Reiches, sondern als Staat identisch mit dem Staat ‚Deutsches Reich‘, – in bezug auf seine räumliche Ausdehnung allerdings ‚teilidentisch‘, so daß insoweit die Identität keine Ausschließlichkeit beansprucht. […] Sie beschränkt staatsrechtlich ihre Hoheitsgewalt auf den ‚Geltungsbereich des Grundgesetzes‘.
Die Bundesrepublik […] fühlt sich aber auch verantwortlich für das ganze Deutschland […]. Die Deutsche Demokratische Republik gehört zu Deutschland und kann im Verhältnis zur Bundesrepublik Deutschland nicht als Ausland angesehen werden.“
Bundesrepublik und DDR seien Teilordnungen unter einem gemeinsamen Dach, weswegen diese Rechtsauffassung als Dachstaattheorie oder Teilordnungslehre bezeichnet wird. Die faktische Anerkennung der DDR, die der Grundlagenvertrag mit sich bringe, sei „besonderer Art“. Unbeschadet des Wiedervereinigungsgebots, das alle Verfassungsorgane binde, sei es zulässig, dass „eine zusätzliche neue Rechtsgrundlage […] die beiden Staaten in Deutschland enger als normale völkerrechtliche Verträge zwischen zwei Staaten aneinander“ binde.
Bestätigt wurde diese Position mit Bezug auf die Identität des deutschen Staatsvolks im sogenannten Teso-Beschluss des Bundesverfassungsgerichts von 1987. Darin ging es darum, ob der 1940 in Meißen geborene DDR-Bürger Marco Teso, der aus der DDR in den Westen übersiedelt war, die deutsche Staatsangehörigkeit zugesprochen werden dürfe, die ihm bei Geburt wegen seines italienischen Vaters vom NS-Staat verweigert worden war. Das Bundesverfassungsgericht entschied im Sinne Tesos und bekräftigte, es gebe nur eine einzige deutsche Staatsangehörigkeit. Indes wich das Gericht hinsichtlich der Begriffswahl von 1973 ab: Nun war nicht mehr von dem „handlungsunfähigen Völkerrechtssubjekt Deutsches Reich“ die Rede, sondern von einer „Subjektsidentität“ der Bundesrepublik mit dem „Völkerrechtssubjekt Deutsches Reich“. Diese Rechtsposition ist heute herrschende Meinung in den Rechtswissenschaften und in der Staatenpraxis international anerkannt; als Lehrmeinung hat sie sich vollständig durchgesetzt. Der vormalige NS-Staat gliederte sich 1949 zu einem Bundesstaat auf. Die juristische Debatte über die Fortbestandsthese ist zum Erliegen gekommen, da sie nunmehr auf die Ebene des Verfassungsrechts gehoben und rechtsverbindlich entschieden wurde.
In der Sowjetunion, der DDR und den Ostblockstaaten sah man das anders. Zunächst erhob die DDR in ihrer ersten Verfassung von 1949 noch den Anspruch, der Staat aller Deutschen und mithin mit dem Deutschen Reich identisch zu sein. Dieser Kontinuitätsanspruch lässt sich etwa am Görlitzer Abkommen vom 6. Juli 1950 erkennen, in dem die DDR die Oder-Neiße-Linie als „Staatsgrenze zwischen Deutschland und Polen“ anerkannte. Auch am DDR-Staatsbürgerrecht, das bis zum Gesetz über die Staatsbürgerschaft der DDR vom 20. Februar 1967 das Reichs- und Staatsangehörigkeitsgesetz von 1913 mit einigen Änderungen fortschrieb, lässt sich diese Rechtsauffassung ablesen. Von 1951 an setzte sich aber die Rechtsauffassung durch, die DDR sei als ein neuer Staat anzusehen, dessen Staatsgewalt in den Händen nicht mehr des Monopolkapitals liege, sondern aller Werktätigen. Das Deutsche Reich sei 1945 in einer debellatio untergegangen, es gebe nunmehr zwei deutsche Staaten. Dies zeigte sich in der DDR-Verfassung von 1968, in der die Wiedervereinigung als Staatsziel aufgegeben war. Die Sowjetunion scheint noch länger von einem Fortbestand des Deutschen Reichs ausgegangen zu sein, hielt sich mit entsprechenden Äußerungen aus Rücksicht auf ihren Bündnispartner DDR jedoch zurück.